# 判決、ふたつの希望
『判決、ふたつの希望』（はんけつ ふたつのきぼう、アラビア語: قضية رقم ٢٣, フランス語: L'insulte）は、2017年のレバノンのドラマ映画。監督・共同脚本はジアド・ドゥエイリ、出演はアデル・カラムとカメル・エル・バシャなど。第74回ヴェネツィア国際映画祭のコンペティション部門でプレミア上映され、カメル・エル・バシャが男優賞を獲得した。第90回アカデミー賞外国語映画賞にレバノン代表作として出品され、ノミネートを果たした。

## ストーリー
自動車修理工場を経営するトニー・ハンナはクリスチャン。レバノン国内のパレスチナ難民排除を訴えるキリスト教系の政党の献身的なメンバーで、反パレスチナ難民のプロパガンダ番組をテレビでよく見ている。彼には身重の妻シリーンがいる。
違法建築にあふれる街の建物の修繕事業を請け負う業者で労働監督として働くヤーセル・サラーメは、トニーのベランダから街路に向けて突き出した排水管が違法であるため修繕を申し出るが、トニーに断られたため、勝手に修繕する。トニーは新しくつけられた排水管を粉砕し、現場監督のヤーセル・サラーメはトニーを「クソ野郎」と罵る。そのときの話し方で、ヤーセルがパレスチナ難民だということがトニーにわかる。
トニーはヤーセルの雇用主に「クソ野郎」発言に対する謝罪を要求する。雇用主はヤーセルをトニーの自動車修理工場に連れて行き、直接謝罪させようとするが、感情的になったトニーが、イスラエルの国防相としてレバノン内戦に介入したシャロンの言葉を引用して「すべてのパレスチナ人を根絶すればよかったのに」と暴言を吐いたため、ヤーセルは激昂してトニーの腹を殴り、肋骨を2本、折ってしまう。
トニーは、ヤーセルに対して訴訟を起こす。しかし、ヤーセルもトニーも弁護士をつけておらず、どちらもトニーからヤーセルへの暴言を法廷で口にすることができなかったため、裁判官は「証拠不十分」として訴えを棄却する。憤慨したトニーは、裁判官は腐敗して偏っていると叫び、法廷から連れ出されるが、内心、このままでは終わらせまいと決意を固める。
ある夜、怪我を押して作業をしていたトニーは仕事場で倒れる。身重の妻シリーンが気を失った夫の体を引きずって仕事場の外に運ぶが、このときの身体的負担や精神的ショックのために予定日を待たずして出産し、産まれた子は人工呼吸器につながれる。こうして、子供に万が一のことがあった場合に非を負うのはヤーセルであるとして、事件は再審に持ち込まれる。
トニーの弁護士となった有名弁護士ワジュディー・ワハビーは、内戦ではキリスト教徒側に近かった人物で、感情に走りがちなトニーを制御し、勝てる裁判を目指す。一方、ヤーセルの弁護士となったナディーン・ワハビーは、パレスチナ難民の人権面を重視していく。両弁護士の関係が、法廷での丁々発止のやり取りの中で明かされる。トニーは「利益相反だ」と反発する。
トニーもヤーセルも、どちらも自分の非は非として内心では認めつつ、裁判で勝つために別の面を強調していくことになる。シリーンの医療歴まで暴露していく審理にヤーセルは違和感を禁じ得ない。ある日、審理でナディーンの口から、ヤーセルに対するトニーの暴言が明らかにされると、原告・被告双方の友人らが詰め掛けた傍聴席は騒然となり、その後も弁護士の言葉でたびたび傍聴席の間で口論が起きる。廷内では裁判長が両弁護士を何とかとりなすが、裁判所の外で被告と原告の友人らはもみ合いとなる。その光景をだれかがスマートフォンで撮影した映像がメディアを通じて広まり、男二人のささいな口論をめぐる裁判は、レバノン全土で注目を集める一大事となる。ワジュディーは、トニーの暴言は、単に「願望」を口に出したものに過ぎず、これは思想の自由の範囲内であると主張したが、ナディーンは度を越した発言は暴力と同じだと主張する。
法廷での議論は内戦の記憶を膨らませ、キリスト教徒とイスラム教徒の世論での対立を煽るようになっていく。トニーの自動車修理工場や自宅には、「シオニスト支持者」として、嫌がらせや脅迫が寄せられる。報道は過熱し、政治家はこの騒ぎを利用しようとする。国民の間で記憶を呼び覚ましつつ拡大する騒ぎに、ついに大統領自らがトニーとヤーセルの間を取り持とうとまでする。一方で、当人たちには裁判をやめるつもりはないが、騒動が始まったときと同様にちょっとしたことで心理的接点が持たれる。
背景調査を進めるうち、ワジュディーはトニーが、1976年にダムール村の女性・子供を含むキリスト教徒の民間人数百人がレバノンの左派民兵とパレスチナ武装勢力によって殺害された事件（ ダムールの虐殺（英語: Damour massacre））で家を追われた難民であったことを知る。自身の弁護士にさえこのことを告げていなかったトニーにとって、これは語ることも忘れることもできない記憶であったが、裁判官の同情を得ようとするワジュディーは、トニーに予告することなく法廷でこのことを開示し、事件の記録映像を流す。トニーは激怒して映像の再生を途中で止め、傍聴席で泣き崩れている父親の肩を抱いて勝手に退廷してしまう。
ヤーセルがトニーの自動車修理工場を訪れ、「内戦でのキリスト教徒の苦しみはパレスチナ人に比べれば大したことはない」と述べる。トニーは、激怒してヤーセルの腹を殴る。ヤーセルはそこで一言、謝罪の言葉を口にする。シリーンとトニーの子供は回復して元気になる。そして迎えた判決の日、裁判長は3人の裁判官による判断を告げる。マスコミに囲まれつつ法廷を後にするトニーとヤーセルは、目と目を見かわす。

## キャスト
- トニー・ハンナ - アデル・カラム（アラビア語版）
- ヤーセル・サラーメ - カメル・エル・バシャ（英語版）
- シリーン・ハンナ - リタ・ハイエク（英語版）
- ワジュディー・ワハビー - カミーユ・サラメ
- ナディーン・ワハビー - ディヤマン・アブー・アッブード
- マナール・サラーメ - クリスティーン・シュウェイリー（アラビア語版）

## 公開

### 興行収入
『判決、ふたつの希望』はレバノンで68万5901ドル、イタリアで85万711ドル、オランダで5万7790ドル、合わせて160万ドルを売り上げている。レバノンでは2018年1月12日に3劇場で封切られ、初週末に2万4600万ドルを売り上げて42位となった。第2週末は6%減の2万3222ドルを売り上げて44位となった。第3週末は162%増の6万872ドルを売り上げて36位となった。イタリアでは初週末に2万3161ドルを売り上げ、またオランダでは22劇場で2万6871ドルを売り上げた。

### 批評家の反応
レビュー・アグリゲーターのRotten Tomatoesでは93件のレビューで88%の支持率で、平均点は7.5/10となった。Metacriticでは25件のレビューに基づいて加重平均値は72/100となった。